# Mariaspring

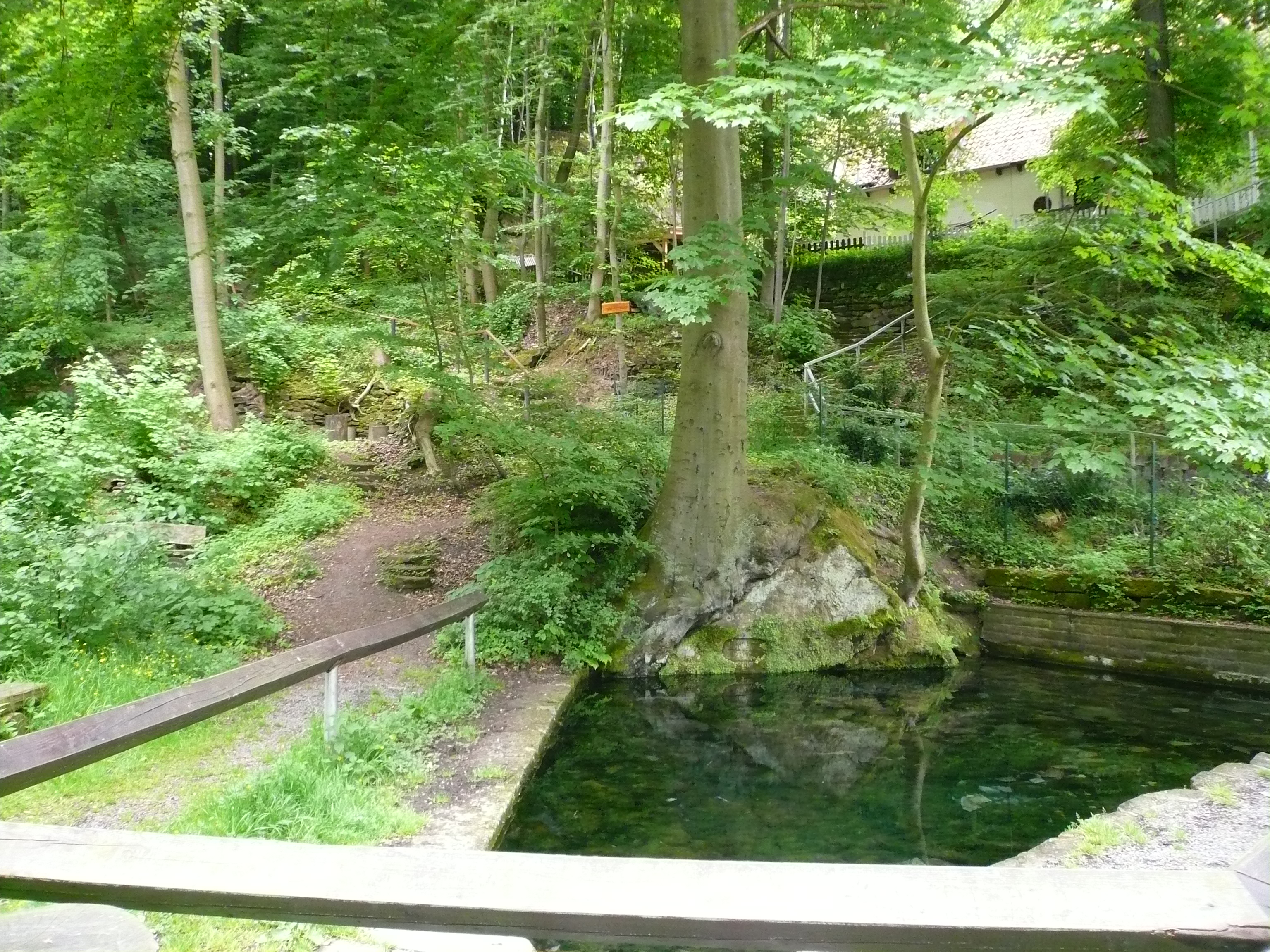
Quellteich in Mariaspring

Mariaspring im Ortsteil Eddigehausen des Fleckens Bovenden im Landkreis Göttingen (Niedersachsen) ist die Quelle des Baches Rauschenwasser etwa zehn Kilometer nördlich von Göttingen unterhalb der Burg Plesse. Der Ort war bis zum Zweiten Weltkrieg ein beliebtes Ausflugsziel. Zweimal pro Woche traf sich in Mariaspring die Göttinger Gesellschaft zum Tanz. Seit 1952 befindet sich hier die Ländliche Heimvolkshochschule Mariaspring.

## Geschichte
Der Historiker August Tecklenburg beschreibt, „dass Mariaspring schon vor der Zwangschristianisierung Sachsens im 8./9. Jahrhundert ein germanisches Quellheiligtum gewesen sei. Andere vermuten hier eine altgermanische Kultstätte.“ Eine Siedlung im Bereich des Quellteiches von Mariaspring muss spätestens seit dem ausgehenden Mittelalter bestanden haben, denn im Jahr 1483 wird eine Kapelle to Marienspringe erwähnt.
Um 1800 entwickelte sich Mariaspring, im Volksmund auch „Mariechenhüpp“ genannt, zu einem beliebten Ausflugsziel für Göttinger Bürger. Die Betreiber der dortigen Papiermühle eröffneten aus diesem Grund 1804 eine Gaststätte. An den Hängen der nordöstlich gelegenen Schlucht wurden Bänke aufgestellt und eine Tanzfläche angelegt. Da er sehr romantisch gelegen war, wurde der Ort schnell populär. Bereits für 1831 ist überliefert, dass die Studenten und Göttinger Bürger sich mittwochs und freitags dorthin begaben.
In aller Regel fuhr man mit geschmückten Kutschen vor. Als Göttingen 1854 an die Eisenbahn angeschlossen wurde, wurde die Bahn eines der Hauptverkehrsmittel für den Transport nach Göttingen. Der Andrang war teilweise so groß, dass Sonderzüge eingesetzt werden mussten. Als vor dem Ersten Weltkrieg überlegt wurde, in Göttingen eine Straßenbahn zu bauen, gab es ernsthafte Überlegungen, eine Haltestelle in Mariaspring einzurichten.
Um einen guten Platz zu ergattern, trafen die ersten Gäste teilweise bereits um 9 Uhr morgens ein, um 15 Uhr waren alle Plätze besetzt. Um diese Uhrzeit begann die örtliche Kapelle mit dem Konzert, und gegen Abend begann der Tanz, der meistens zwischen 22 und 24 Uhr beendet war.
Insbesondere die Verbindungsstudenten nutzten Mariaspring intensiv. Sie hatten ihre unangefochtenen Stammplätze neben der Tanzfläche. Dabei wurden die Fahrer mit Geld animiert, so schnell wie möglich zu fahren, um vor allen anderen dort zu sein. Es gab kaum einen Göttinger Studenten, der nicht in Mariaspring war. So gelangte dieser Ort auch außerhalb der Göttinger Umgebung zu einem hohen Bekanntheitsgrad. Angeblich soll eine aus New York abgeschickte Karte mit der Adressangabe „Mariaspring-Deutschland“ ihr Ziel erreicht haben.
Die Besucherzahlen stiegen bis zum Jahr 1914 kontinuierlich an. Während des Krieges ruhte der Betrieb, wurde aber 1919 wieder aufgenommen. Den Höhepunkt ihrer Geschichte hatte die Gastwirtschaft zu Beginn der 1920er Jahre. 1927 brannte ein Teil der Gebäude in Mariaspring ab. Sie wurden in einem größeren Stil wieder aufgebaut. Allerdings gingen die Besucherzahlen in den Folgejahren stark zurück, wohl auch bedingt durch die wirtschaftliche wie politische Situation, insbesondere die Verfolgung der Studentenverbindungen durch die Nationalsozialisten ab 1934, die im Übrigen auch die Zahl der Studierenden insgesamt aus politischen Gründen reduzierten.

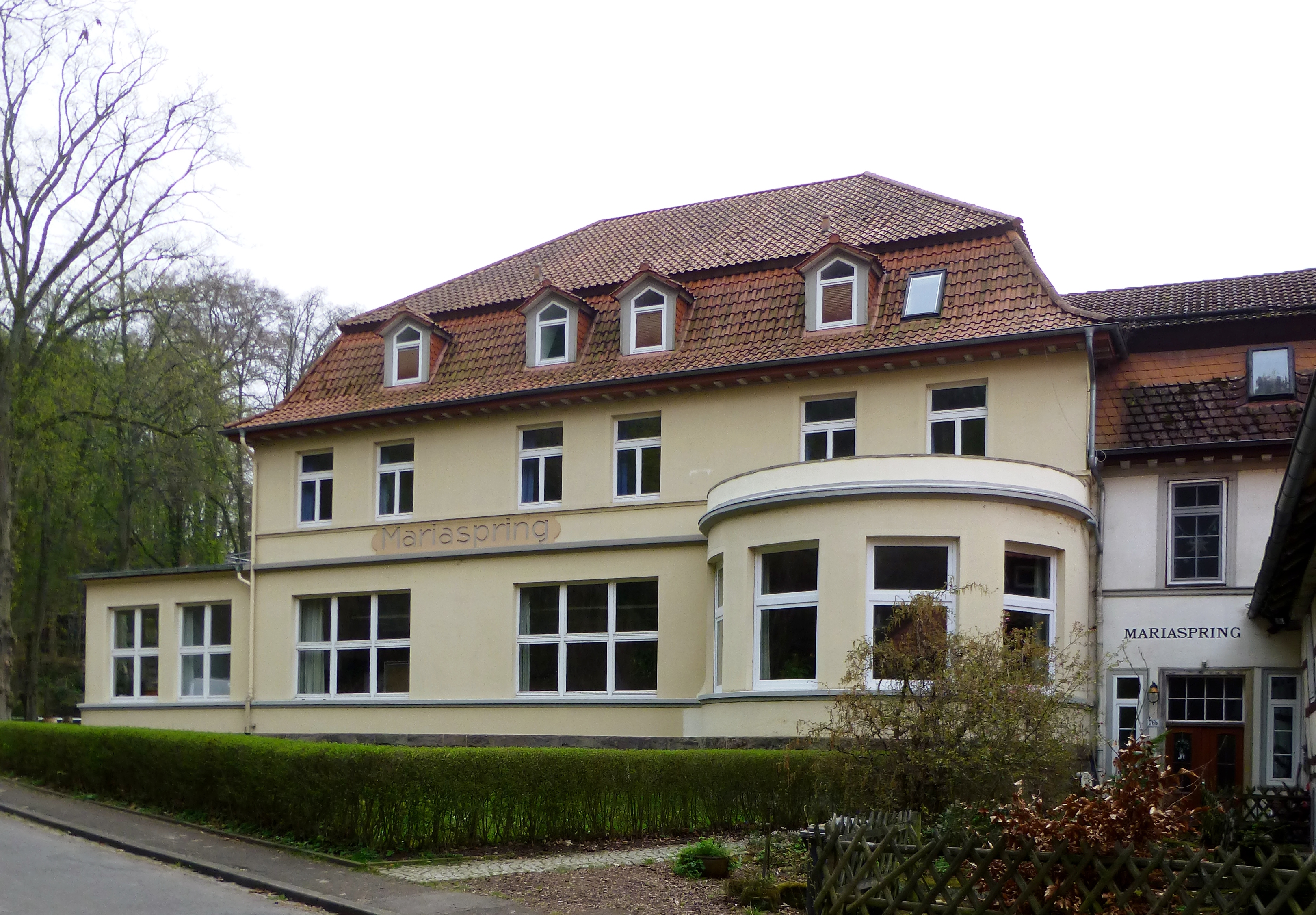
Heimvolkshochschule Mariaspring

Das Ende für Mariaspring kam 1935. Mit dem Verbot der Studentenverbindungen wurde der Gaststätte auch die Haupteinnahmequelle genommen. Zunächst wurden die historische Mühle und das alte Gasthaus verkauft und in Wohnungen umgewandelt. 1942 wurde in dem neu errichteten Gebäude ein BDM-Heim (Bund Deutscher Mädel) eingerichtet. Seit 1952 ist hier eine Heimvolkshochschule untergebracht.

## Freizeit und Sport
Im Wald von Mariaspring befinden sich mehrere Felswände aus Sandstein, die häufig zum Sportklettern genutzt werden.